# Гусениця Єва Юріївна
Єва Юріївна Гусениця (нар. 17 лютого 1940, село Солинка, тепер гміна Тісна Ліського повіту Підкарпатського воєводства, Польща) — українська радянська діячка, ланкова колгоспу. Депутат Верховної Ради УРСР 10—11-го скликань.

## Біографія
Освіта середня.
З 1955 року — колгоспниця колгоспу «Заповіт Ілліча» Жидачівського району Львівської області.
У 1960—1995 роках — ланкова колгоспу «Заповіт Ілліча» село Нове Село Жидачівського району Львівської області.
Потім — на пенсії в селі Нове Село Жидачівського району Львівської області.

## Нагороди
- орден Жовтневої Революції (1977)
- орден «Знак Пошани»
- медалі